# Jacqueline Jencquel
Jacqueline Jencquel, née Ziv le 28 octobre 1943 à Tien-Tsin en Chine, et morte le 30 mars 2022 dans le 7e arrondissement de Paris, est une militante française pour le droit à mourir dans la dignité. Elle se fait connaître à partir d'août 2018, après l'annonce à Konbini de sa décision d'avoir recours au suicide assisté à l'échéance de janvier 2020.

## Biographie
Jacqueline Jencquel naît le 28 octobre 1943 à Tien-Tsin, dans la Chine des concessions, d'un père français, avocat, et d'une mère russe, polyglotte, qui a fui l'URSS de Staline. Jacqueline Jencquel a deux frères.
À l'arrivée au pouvoir de Mao en 1949, la famille rallie l'Indochine. Un an plus tard, elle embarque sur le Champollion vers Marseille d'où elle rejoint Paris. Le père de Jacqueline Jencquel se reconvertit comme trader et sa mère (ayant francisé son nom en Jacqueline Dubois) devient journaliste à l’ORTF.
Jacqueline Jencquel s'installe comme professeure de français à Londres, où elle rencontre son premier mari. Le couple déménage ensuite en Allemagne. C'est là que Jacqueline Jencquel se remarie avec un chef d’entreprise, avec qui elle part s'installer au Venezuela.
Sensibilisée pour des raisons familiales à la question du suicide assisté, Jacqueline Jencquel rencontre en 2006, dans le cadre d'une conférence internationale sur le sujet à Toronto, Jean-Luc Romero, président de l'ADMD (association pour le droit de mourir dans la dignité). Ce dernier lui propose d'intégrer l'association pour la représenter au niveau international.
C'est au titre de vice-présidente de l'ADMD, de 2014 à 2017, qu'elle fait connaître ses premières prises de position publiques et participe à la rédaction d'un ouvrage collectif en allemand, Der organisierte Tod (« La mort organisée »).

### Militante pour le droit à mourir dans la dignité
Dès l'âge de six ans, Jacqueline Jencquel est marquée par le récit que sa mère lui livre de sa grand-mère, qui s'était débattue dans d'atroces souffrances, jusqu'à demander à son mari de l'étouffer sans qu'il n'y parvienne. Finalement, sa grand-mère avait été emportée par son cancer du sein à l'âge de 38 ans.
Selon Jacqueline Jencquel, la loi Léonetti, votée en 2005 et prolongée en 2016 « ne va pas assez loin ». La militante s'oppose à ce qu'on décide à la place d'une personne si elle est apte à mourir ou non. Elle déclare que l’euthanasie, légale aux Pays-Bas depuis 2001 et en Belgique depuis 2002, ne s'est pas traduite selon elle par une recrudescence des suicides assistés, tandis qu'en France, on compte chaque année 200 000 tentatives de suicide selon elle.
Le suicide assisté tel que le conçoit Jacqueline Jencquel n'est pas un geste désespéré mais au contraire la conclusion lucide d'une vie qui fut belle.
Avec l'association Exit, en Suisse, Jacqueline Jencquel se forme à l’accompagnement des personnes en fin de vie.

### Personnalité médiatique

#### Interview chez Konbini
Le 25 août 2018, Jacqueline Jencquel donne une interview au média Konbini, face au journaliste Hugo Clément. Elle confie qu'elle ne souhaite pas attendre d'arriver à un âge trop avancé pour mourir parce que, selon elle, « la perte d’autonomie, c’est la fin de la vie ». Elle fixe la date de son suicide assisté en janvier 2020.
Dans les jours qui suivent, Jacqueline Jencquel devient une figure médiatique de la cause du droit à mourir dans la dignité. Au micro de Jean-Jacques Bourdin, elle confirme son projet de suicide assisté. Sur le média Brut, celle qui fut militante pour le droit à l'IVG assure qu'elle se bat désormais pour le droit à « l'IVV: l'interruption volontaire de vieillesse ». 

Dans un entretien à France Info, Jacqueline Jencquel fait du risque de perte d'autonomie la raison principale de son choix : 

« Même si on vous met dans un Ehpad de luxe, où on vous changera, on vous donnera des bains, on fera des séances de yoga, ce sera toujours infantilisant. On vous amuse comme si vous étiez un gamin, c’est très déprimant ! »

Elle reconnaît néanmoins avoir « accepté les interviews sans trop réfléchir » et se retrouver, d'un seul coup, « au milieu d’une tempête médiatique sans l’avoir voulu ». Par son choix de mourir quand elle le souhaite, la militante provoque un débat de société houleux.

#### Critiques
Pour le philosophe Damien Le Guay, ancien membre du conseil scientifique de la Société française d'accompagnement et de soins palliatifs (Sfap), Jacqueline Jencquel défend une conception individualiste de l'être humain, à travers la réclamation de l'extension illimitée des droits individuels. 
Quatre personnes atteintes par un handicap sévère interpellent Jacqueline Jencquel dans une tribune commune: « Nous, personnes handicapées, disons et redisons que notre vie vaut la peine d’être vécue, dans sa dépendance et sa fragilité ».

#### Publication de son livre
Jacqueline Jencquel avait prévu de longue date d'écrire un livre militant, traitant à la fois de son parcours et de son combat pour le suicide assisté. En juin 2020, elle publie son livre, intitulé « Terminer en beauté », aux éditions Favre.
Dans le cadre de la pandémie de covid-19, elle s'insurge contre le traitement infligé aux personnes âgées dans les EHPAD. Même si elle ne souffre elle-même d’aucune maladie la condamnant à court terme, elle réitère son souhait de pratiquer le suicide assisté en Suisse, de mourir avant de devenir dépendante.

#### Reports de l'échéance
Initialement, Jacqueline Jencquel aurait, selon ses dires, prévu son suicide le jour même de la sortie de son livre. Mais la pandémie et le confinement l'auraient découragée de terminer sa vie dans un tel contexte. Elle aurait donc décidé de reporter l'échéance plus tard au cours de l'année 2020. 
Les reports successifs de la date de son suicide assisté sont moqués par certains médias.
Le 31 décembre 2020, interrogée par l'hebdomadaire Marianne, Jacqueline Jencquel annonce renoncer à la planification précise de sa mort et regrette l’emballement médiatique dont elle a fait l'objet. Si elle concède qu'« on n'est pas maître de son destin », elle garde intactes ses convictions et son projet de décider elle-même de sa fin.

### Vie personnelle
Selon le portrait que le journal L'Obs en dresse, Jacqueline Jencquel « porte des jeans et des baskets, saute en parapente, randonne en montagne, pratique quotidiennement la muscu, aime se bourrer la gueule de temps en temps ».
Elle parle six langues couramment. Passionnée d'art, Jacqueline Jencquel habite l'ancien atelier de l'artiste Fernando Botero dans le VIIe arrondissement de Paris.
Jacqueline Jencquel a été mariée deux fois. Elle est mère de trois garçons.
Elle est grand-mère de quatre petits-enfants.
Jacqueline Jencquel, âgée de 78 ans, se suicide, le 29 mars 2022, à Paris,.

## Œuvre

### Ouvrages
- Terminer en beauté, Favre, 2020[24].

### Contributions
- Der organisierte Tod [La mort organisée], collectif, Orell Füssli Verlag, 2015, Chapitre "Klandestinität - aus der illegalität", pp. 185-201.